# Park Narodowy Desembarco del Granma
Park Narodowy Desembarco del Granma (hiszp. Parque Nacional Desembarco del Granma) - park narodowy w południowo-wschodniej części Kuby, od 1999 roku wpisany na listę światowego dziedzictwa UNESCO. Powierzchnia parku wynosi 261,8 km², utworzono go w 1986 roku. 
Wzdłuż wybrzeży Morza Karaibskiego i zatoki Guacanayabo ciągną się tu wysokie, skaliste klify i wypłukiwane przez wodę morską jaskinie. Park jest siedliskiem wielu gatunków ptaków, m.in. kormoranów, czapli i mew. Równolegle do wybrzeży przebiega rafa koralowa. 

## Historia
Nazwa parku pochodzi od jachtu Granma, którym Fidel Castro, Che Guevara i Raúl Castro wraz z poplecznikami przypłynęli na Kubę w 1956 roku i wzniecili rewolucję kubańską. W miejscu ich lądowania na wyspie stoi dziś pomnik, a w pobliżu działa niewielkie muzeum. Stoi tu także naturalnych rozmiarów replika jachtu. W parku, przy przylądku Cabo Cruz - najdalej na południe wysuniętym miejscu wyspy - leży niewielka wioska rybacka z XIX-wieczną latarnią morską. 
W niewielkiej odległości od wioski natrafiono na pozostałości cywilizacji Sibonejów sprzed 5 tysięcy lat. Ludzie ci zamieszkiwali tutejsze przybrzeżne jaskinie, żywiąc się rybami i mniejszymi zwierzętami. W kilku jaskiniach odkryto wykonane przez nich malowidła i prymitywne rzeźby.